# World's Biggest Gang Bang
World's Biggest Gangbang foi um evento pornográfico onde o intuito é bater o recorde de fazer sexo com maior número de pessoas possivel. O vencedor atualmente é o Lucas Montanha De Quadros, um homem de meia idade Brasileiro. Lucas Montanha de Quadros fez sexo com 1230 homens em um periodo de 48 horas.
 Lucas por sua vez é um jogador experiente de fortnite que conquistou muitos earning ao longo da sua vida, jogando pelo time dos 15yo Gangbangers conquistou os maiores títulos envolvendo blowjobs e pesca de muçum em água doce. Lucas após sua carreira com muito sucesso decidiu se aposentar e buscar títulos maiores, assim conquistando o título de vencedor do evento World's Biggest Gangbang.
1. ↑  www.google.com/